# A Country Boy Can Survive
A Country Boy Can Survive è una canzone scritta e registrata dal cantautore statunitense Hank Williams Jr.
La canzone è stata pubblicata come singolo nel gennaio 1982 e ha raggiunto la posizione numero 2 nella classifica Hot Country Singles nel marzo 1982. È considerata una delle canzoni di musica country più rappresentative, nonché il brano più conosciuto di Williams.
Poco dopo l'11 settembre 2001, Williams ha riscritto e riregistrato la canzone con un tema patriottico sotto il nome di "America Will Survive"; la riscrittura ha raggiunto la posizione numero 45 nelle classifiche di musica country statunitensi.

## Il brano
Il brano è una riflessione sui cambiamenti nello stile di vita e nella società americana a seguito dell'aumento dell'urbanizzazione, il testo della canzone infatti esalta l'autosufficienza del tipico "ragazzo di campagna" (in inglese: Country Boy"). Nel brano viene anche citato un rapporto di amicizia tra il narratore e un uomo d'affari di New York City; nonostante i loro passati diversi (urbani e rurali) i due erano diventati buoni amici e spesso si scambiavano regali in amicizia, ciò avvenne finché l'amico del narratore non fu barbaramente ucciso per soli 43 dollari. Il narratore spiega quindi la sua volontà di farsi giustizia, uccidendo personalmente l'omicida dell'amico.